# Justizpalast (Nürnberg)

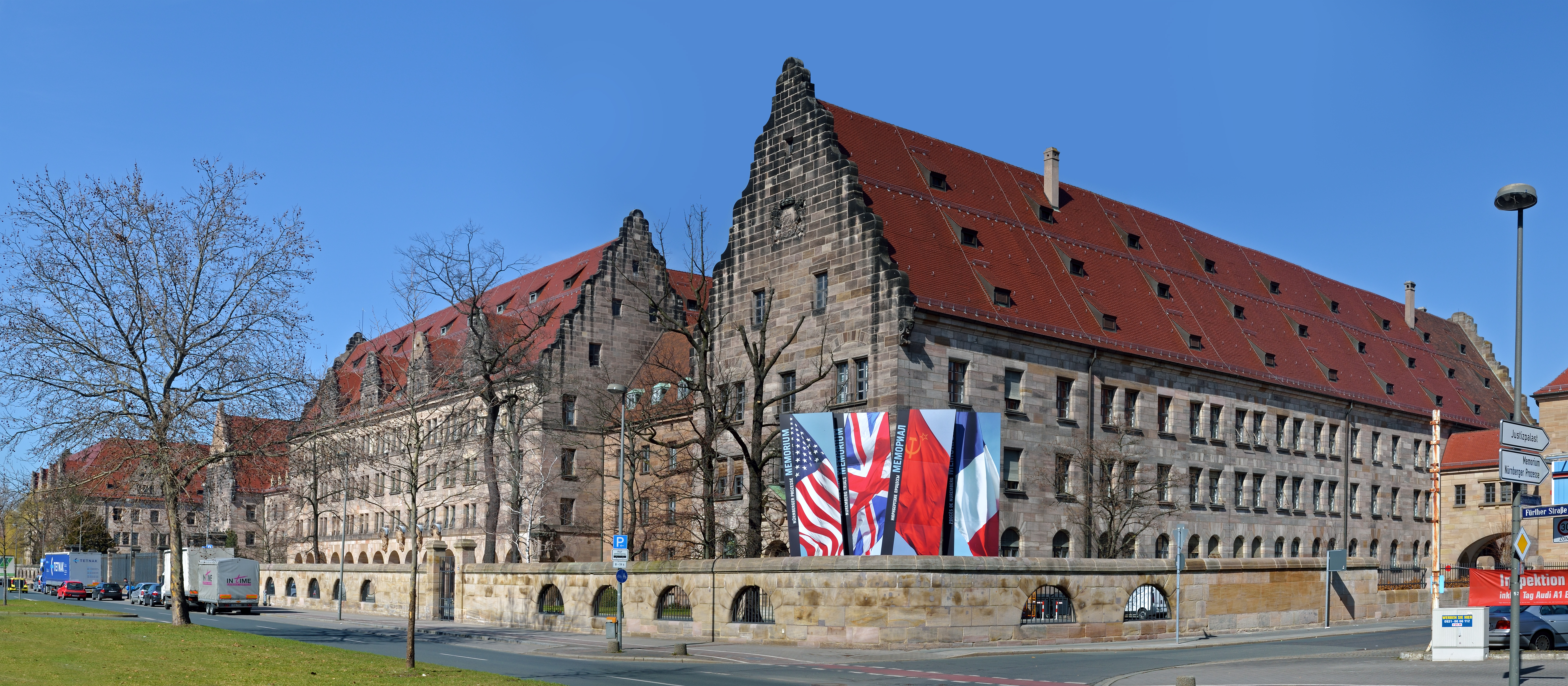
Der Justizpalast 2012

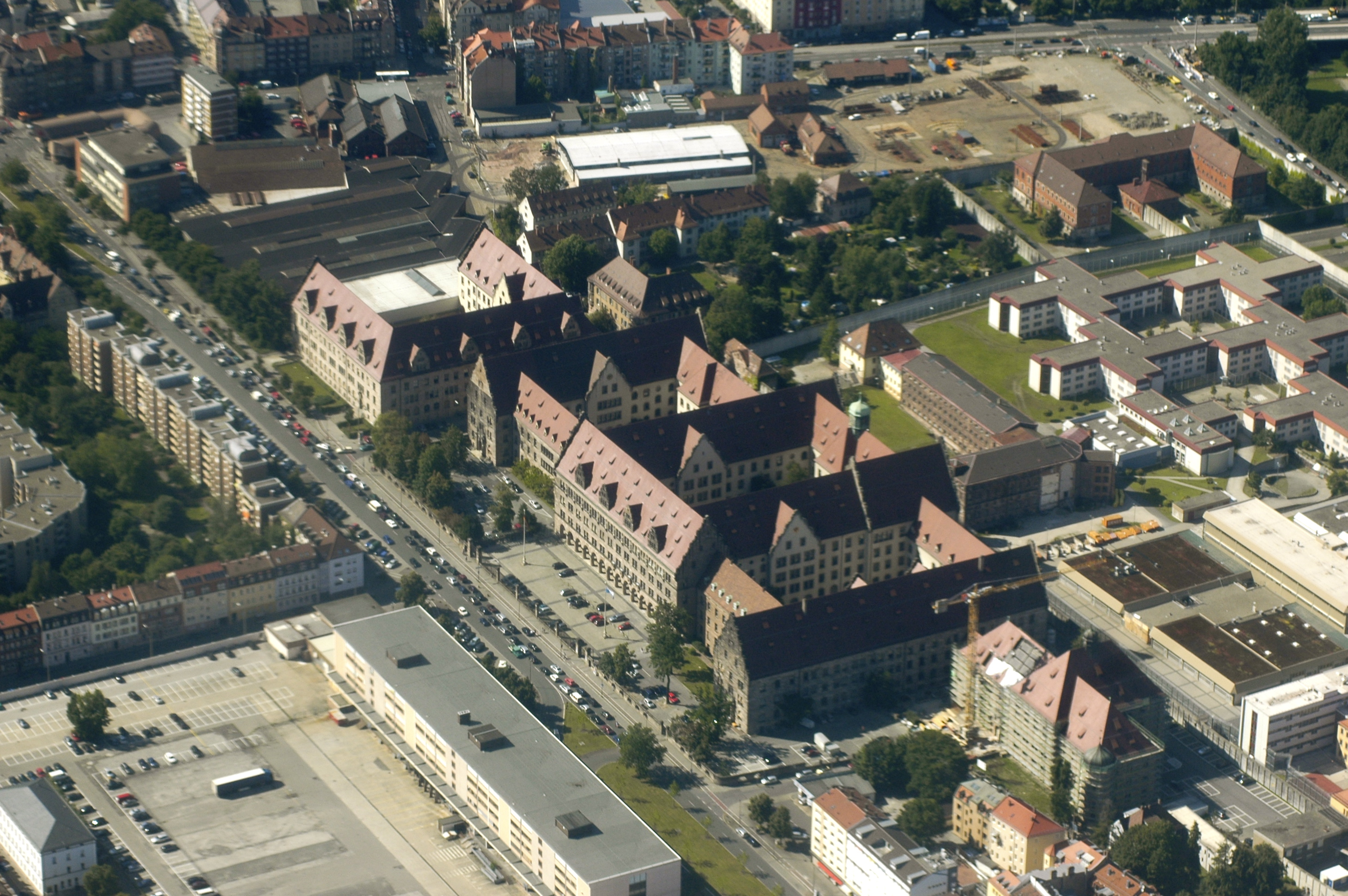
Luftaufnahme von 2009

Der Justizpalast ist ein Gebäude in Nürnberg in der Fürther Straße 110 im Stadtteil Bärenschanze. Er ist Sitz des Oberlandesgerichts Nürnberg, des Landgerichts Nürnberg-Fürth, des Amtsgerichts Nürnberg und der Staatsanwaltschaft Nürnberg-Fürth, des Memorium Nürnberger Prozesse und der Internationalen Akademie Nürnberger Prinzipien. Der Nürnberger Justizpalast ist das größte Justizgebäude Bayerns.

## Geschichte

### Bau
Für das Gebäude war von der Stadt Nürnberg ursprünglich ein Grundstück im repräsentativen Stadtteil St. Johannis favorisiert worden. Die dafür verantwortliche oberste bayerische Baubehörde entschied sich aber für das in Staatseigentum befindliche Grundstück an der Fürther Straße, neben den bestehenden Gefängnissen, auf halber Höhe zwischen Nürnberg und Fürth.
Das Gebäude wurde zwischen 1909 und 1916 nach Plänen des Architekten und ranghohen bayerischen Baubeamten Hugo von Höfl sowie des Architekten und Baubeamten Günther Blumentritt im Stil der Neo-Renaissance fränkischer Prägung errichtet. Das Baubüro vor Ort wurde von Bauamtsassessor Eugen Dünnbier geleitet. Die Baukosten beliefen sich auf 7.137.923 Mark. Der Bau setzt sich aus drei Gebäudeteilen mit einem Hauptbau mit drei Innen- bzw. Lichthöfen sowie einem West- und Ostbau zusammen, die über Verbindungsbrücken in der ersten Etage erreichbar sind. Die sich entlang der Fürther Straße erstreckende Hauptfassade ist mit Wappenkartuschen und figuraler Bauplastik verziert. Auf einem Fries zwischen den Fenstern im dritten Stockwerk stehen in rundbogigen Nischen 13 Steinskulpturen, die „hervorragende Männer auf dem Gebiete der Rechtswissenschaft und der Rechtspflege“ darstellen. Sie wurden von verschiedenen Münchener und Nürnberger Bildhauern aus französischem Kalkstein gefertigt und sind etwa 2,40 Meter groß. Sie zeigen von links nach rechts Rudolf Sigmund von Holzschuher, Johann Adam von Seuffert, Carl Gottlieb Svarez, Hugo Donellus, Valentin Kötzler, Eike von Repgow, Justinian I., Gratian, Johann Freiherr zu Schwarzenberg, Christoph Scheurl, Wiguläus von Kreittmayr, Nikolaus Thaddäus von Gönner und Paul Johann Anselm von Feuerbach. Über einen Arkadengang, dessen Rundsäulen mit verzierten Kapitellen versehen sind, erfolgt der zentrale Zugang. Am Hauptbau befand sich ein 57 Meter hoher Uhrenturm mit einer goldenen Justitia an der Spitze, der im Februar 1945 zerstört wurde.
Der Justizpalast, der im Vergleich zu früher erbauten Justizeinrichtungen weniger prunkvoll ausgestaltet wurde, bestach jedoch mit seiner monumentalen Größe (Nutzungsfläche von rund 65.000 m²) und modernen Ausstattung. Neben Zwischendecken aus Eisenbeton befanden sich zahlreiche Personenaufzüge sowie sechs ausschließlich für Gefangenentransporte vorgesehene Spezialaufzüge. Das Gebäude sollte die bereits nach wenigen Jahrzehnten an ihre Kapazitätsgrenzen gekommenen Justizbauten in der Augustinerstraße und Weintraubengasse ersetzen und bot genug Platz für alle Nürnberger Gerichte und Staatsanwaltschaften. Fürth war bis 1932 noch eigenständiger Landgerichtssitz.

### Erster Weltkrieg
Kurz nach Beginn des Ersten Weltkriegs wurde ab September 1914 ein Militärlazarett im bereits vollendeten Westbau eingerichtet. König Ludwig III. von Bayern weihte das Gebäude am 11. September 1916 im repräsentativen Königssaal im dritten Obergeschoss ein. Neben Wandvertäfelungen und einer großen Glaskuppel schmückten Porträts von Wittelsbacher Herrschern den Raum: Maximilian I., Ludwig I., Maximilian II., Ludwig II., Otto I., Prinzregent Luitpold und Ludwig III. Bis auf die Glaskuppel, die durch Luftangriffe im Zweiten Weltkrieg zerstört wurde, ist dieser Zustand heute wiederhergestellt.
Neben den eigentlichen Justizbehörden beherbergte das Gebäude auch über das Kriegsende hinaus unter anderem eine Zweigstelle des Bayerischen Kriegswucheramtes, der Armeebauleitung und der Demobilmachung. Das Lazarett wurde am 1. Oktober 1919 in ein Privatlazarett umgewandelt, dessen Auflösung sich bis 1922 hinzog. Danach war der Komplex erstmals ausschließlich von Justizbehörden belegt.

### Zweiter Weltkrieg
Während des Zweiten Weltkriegs bezogen Wehrmachtsabteilungen und kommunale und staatliche Einrichtungen das Gebäude. Insgesamt 16 außergerichtliche Dienststellen, darunter die Kommandantur einer Luftwaffeneinheit, der Kreiswehrbeauftragte des Reichsministers für Bewaffnung und Munition, der Kommandeur des Rüstungskommandos Nürnberg, der Kommandeur des Wehrbezirkskommandos Nürnberg, das Gewerbeaufsichtsamt Nürnberg-Fürth, die Reichsbankhauptstelle Nürnberg-Fürth, Abteilungen des Polizeipräsidiums Nürnberg-Fürth, der Kriminalpolizei, der Geheimen Staatspolizei (Gestapo) und der Reichspostdirektion sowie der Landrat und die Victoria-Werke waren im Laufe der Zeit dort untergebracht. Ein Luftangriff am 27. November 1944 verursachte massive Glasschäden. Bei einem weiteren Luftangriff am 21. Februar 1945 gab es drei Tote und sieben Verletzte, nachdem fünf Bombenvolltreffer den Hauptbau getroffen hatten.

### Nachkriegszeit
Nach Ende des Zweiten Weltkriegs bezog im Juli 1945 die US-Armee den Justizpalast. Die verbliebenen Einrichtungen mussten das Gebäude binnen weniger Tage räumen. Im Schwurgerichtssaal (Sitzungssaal 600) im Ostbau fanden vom 20. November 1945 bis 1. Oktober 1946 die ersten Nürnberger Prozesse gegen 24 Angeklagte statt. Der Justizpalast schließt unmittelbar an die Justizvollzugsanstalt Nürnberg an. Auf ihrem Gelände befinden sich die noch erhaltenen Teile des historischen Nürnberger Zellengefängnisses, in dem während der Nürnberger Prozesse die Angeklagten und zahlreiche hochrangige Zeugen inhaftiert waren. Das Gerichtsgebäude und das Untersuchungsgefängnis östlich des Zellengefängnisses sind durch einen unterirdischen Gang miteinander verbunden. Zwischen dem Zellengefängnis und dem Justizpalast errichtete die US-Armee im Sommer 1945 einen oberirdischen Verbindungsgang aus Holz, der jedoch nicht mehr erhalten ist. Die insgesamt 12 Folgeprozesse gegen hochrangige Vertreter des NS-Regimes dauerten bis 1949.
Von 1960 bis 1969 erfolgte die stufenweise Räumung des Gebäudes durch die US-amerikanischen Streitkräfte. Parallel wurde das Gebäude von 1961 bis 1977 für 19 Millionen DM für die erneute Nutzung durch die Justiz umfassend instand gesetzt. Im Laufe der Zeit wurden einige Abteilungen ausgelagert. So befindet sich die Generalstaatsanwaltschaft Nürnberg in unmittelbarer Nähe in der Bärenschanzstraße und ein Ausbildungszentrum in der Muggenhofer Straße. Der Justizpalast beherbergt heute das Oberlandesgericht Nürnberg, das Landgericht Nürnberg-Fürth, das Amtsgericht Nürnberg und die Staatsanwaltschaft Nürnberg-Fürth. Einige Abteilungen des Amtsgerichts befinden sich in einem eigenen Bau in der Flaschenhofstraße.
An der Westseite des Gebäudes entsteht seit 2015 ein neues Strafjustizzentrum nach Plänen des Leipziger Büros ZILA, das zum Frühjahr 2020 durch die Strafjustiz bezogen wurde. Ursprünglich war die Fertigstellung für Ende 2017 geplant. Der Neubau enthält acht Sitzungssäle, davon einer in der Größe des Saals 600. Dies ermöglicht heute die dauerhafte Nutzung des Ostbaus als Museum einschließlich der Besichtigung des Sitzungssaals 600, die an Verhandlungstagen bis Anfang 2020 nicht möglich war. Darüber hinaus konnte deshalb im Jahr 2020 die Internationale Akademie Nürnberger Prinzipien, die sich mit der Förderung der Völkerstrafrechts befasst, ihren lange vorgesehenen Sitz Im Erdgeschoss des Ostbaus einnehmen.

## Schwurgerichtssaal 600

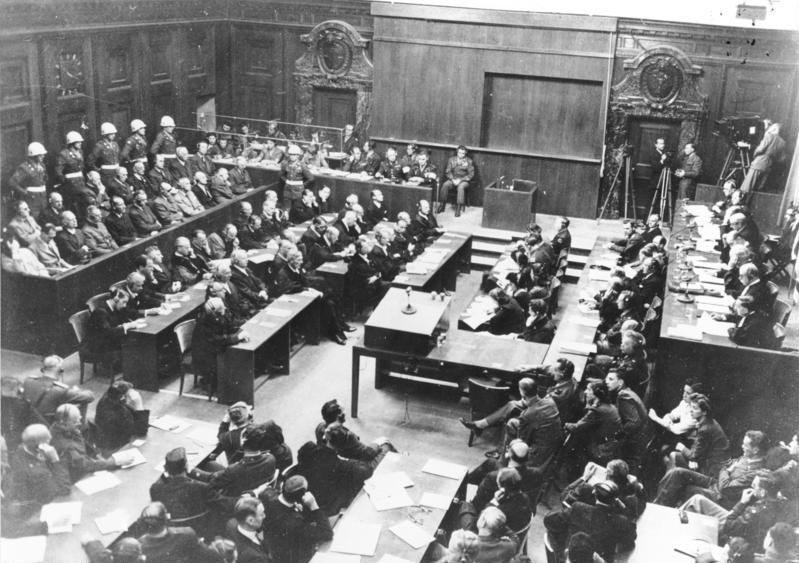
Blick in den Verhandlungssaal am 30. September 1946, links die Angeklagten. 1. Reihe v. l. Hermann Göring, Rudolf Heß, Joachim von Ribbentrop, Wilhelm Keitel, Ernst Kaltenbrunner, Alfred Rosenberg, Hans Frank, Wilhelm Frick, Julius Streicher, Walther Funk, Hjalmar Schacht. 2. Reihe: Erich Raeder, Baldur von Schirach, Fritz Sauckel

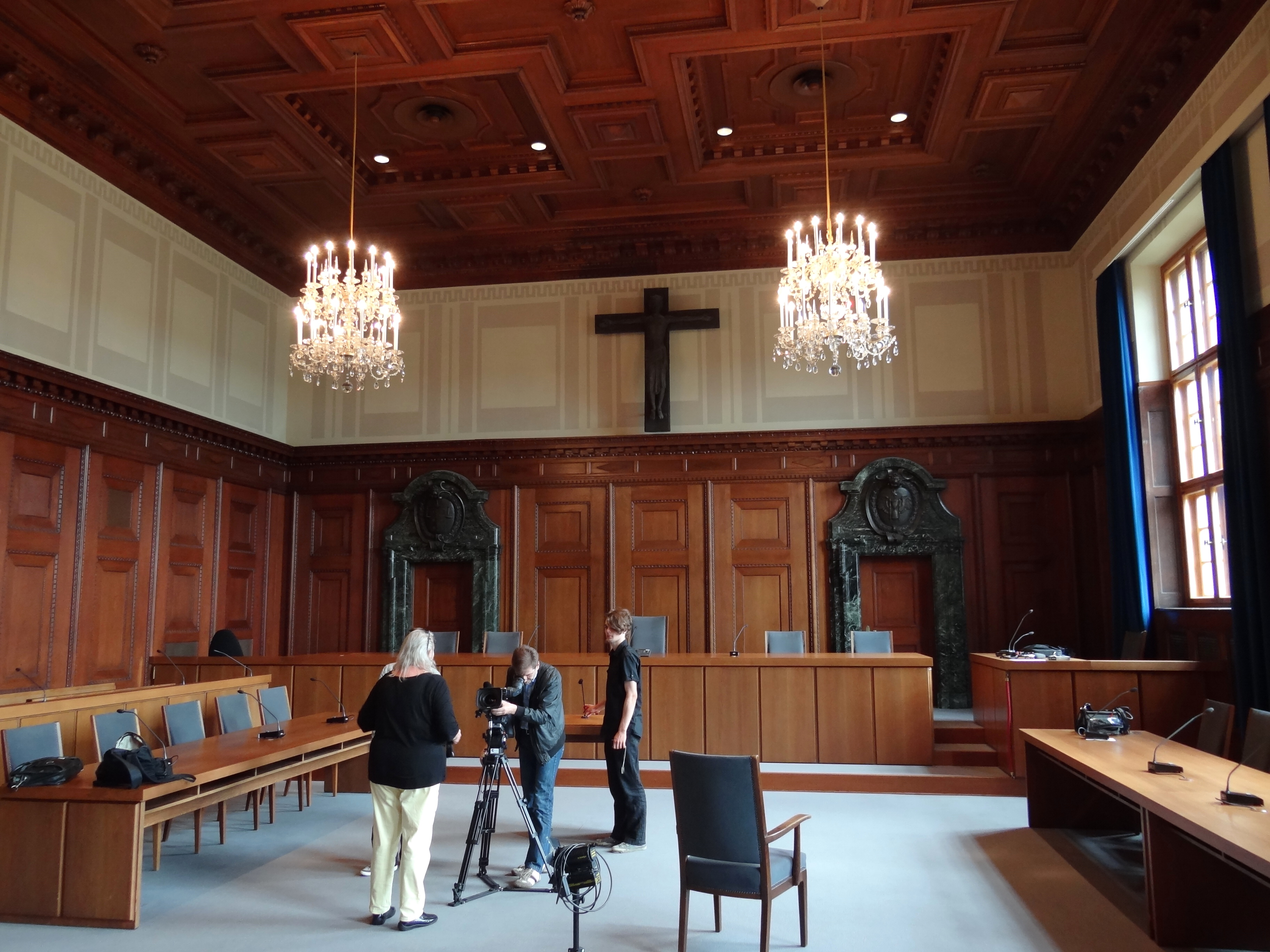
Der Schwurgerichtssaal 600 im Jahr 2012

Der Saal 600 war der größte Gerichtssaal Nordbayerns. Der Begriff Schwurgerichtssaal kommt ursprünglich daher, dass hier bis zum Jahre 1924 ein Geschworenengericht tagte, das aber dann in Deutschland generell abgeschafft wurde. Der Begriff hielt sich, da mit hauptamtlichen Richtern und Schöffen besetzte Strafkammern, die für besonders schwere Straftaten zuständig ist, nach wie vor als Schwurgericht bezeichnet werden. Bis Februar 2020 fanden in dem Saal die Prozesse des Landgerichts Nürnberg-Fürth statt.
Bekannt wurde der Gerichtssaal 600, als darin nach Ende des Zweiten Weltkrieges 1945 bis 1949 der Nürnberger Prozess gegen die Hauptkriegsverbrecher und die Nürnberger Nachfolgeprozesse stattfanden. Zu diesem Zweck hatte man die Rückwand des Saales entfernt, eine Zuschauertribüne eingerichtet, zusätzliche Türen eingebaut und den Saal mit zahlreichen Neonröhren ausgestattet, um Filmaufnahmen anfertigen zu können.
Bedeutsam waren ebenfalls die Beleidigungsprozesse zur Zeit der Weimarer Republik zwischen Julius Streicher, Herausgeber der nationalsozialistischen Zeitung Der Stürmer, und dem damaligen Nürnberger Oberbürgermeister Hermann Luppe. Luppe war Verfechter der Demokratie und regelmäßig hetzerischen Verleumdungen in Streichers Blatt ausgesetzt, gegen die sich Luppe auch juristisch zur Wehr setzte. 1925 war zu einem der Prozesse Adolf Hitler als Zeuge geladen und sagte im Saal 600 aus.
Im Jahr 1961 wurde der ursprüngliche Zustand des Neorenaissance-Saales aus dem Jahr 1916 weitgehend wiederhergestellt. Dabei wurden die Zuschauertribüne und die Neonbeleuchtung entfernt und die ursprüngliche Saalrückwand wieder eingezogen. Der weitgehend holzgetäfelte Saal mit profilierter Kassettendecke ist im Stil der späten Neorenaissance gehalten, die die Formen der Renaissance in zunehmend abstrahierender Art verwendete. Anstelle der im Jahr 1945 installierten Röhrenbeleuchtung sind unauffällig eingebaute Deckenfluter sowie Kristalllüster montiert. Die Bestuhlung des Saales ist modern. Die beiden marmornen Richtertüren zeigen in den bronzenen Supraporten Symbole der Gerechtigkeit (Waage, Gesetzestafeln der Zehn Gebote) und der Zeit (Stundenglas mit Flügeln und Stern). Das ebenfalls marmorne Hauptportal des Saales thematisiert in der bronzenen Supraporten-Kartusche den Sündenfall Adams und Evas am Baum der Erkenntnis von Gut und Böse als mythologisch ersten Gebotsverstoß des Menschen und dessen Ahndung durch Gott im biblischen Buch Genesis. Die von Früchten bekrönte Kartusche wird von nackten Jünglingen mit Tüchern flankiert, die das Germanische Recht (links, Schwert) und das Römische Recht (rechts, Fascis) personifizieren. Unterhalb der Kartusche ist das abgeschlagene und geflügelte Gorgoneion der Medusa mit schlangendurchzüngelten Haaren und schmerzverzerrtem Antlitz angebracht. Das Medusenhaupt ist als Symbol der Bestrafung in der antiken griechischen Mythologie zu deuten. Über dem Richterstuhl hängt unterhalb der Saaldecke ein modernes bronzenes Kruzifix. Statt mit der üblichen Dornenkrone ist Jesus am Kreuz mit Königskrone dargestellt.
Nachdem im Jahr 2017 der historische Justizpalast mit einem modernen Sitzungsaalgebäude ergänzt wurde, wurde das alte Justizgebäude dem Bayerischen Finanzministerium unter der Leitung von Markus Söder unterstellt. Dieser plante den Schwurgerichtssaal 600 in das Memorium Nürnberger Prozesse fest zu integrieren und den Saal so herzurichten, wie er zur Zeit der Nürnberger Prozesse ab 1945 aussah.
Der Schwurgerichtssaal, Ort der Hauptverhandlung, konnte seit dem 22. November 2010 an verhandlungsfreien Tagen im Rahmen eines Besuches der Dauerausstellung Memorium Nürnberger Prozesse besichtigt werden. Während einer Gerichtsverhandlung war der Gerichtssaal nur durch vier Fenster vom Museum aus einzusehen. Das Fotografieren des Saales war dabei nicht erlaubt.
Seit 2020 kann der Saal täglich besichtigt werden, da der für Verhandlungen genutzte Saal in das neu gebaute Strafjustizzentrum westlich verlegt worden ist.